# Ensemble für neue musik zürich
Das ensemble für neue musik zürich ist ein Kammermusik-Ensemble für zeitgenössische Musik aus Zürich.
Das im Jahr 1985 gegründete Sextett mit den Instrumenten Flöte, Klarinette, Violine, Violoncello, Klavier und Schlagzeug widmet sich ausschliesslich dem zeitgenössischen Musikschaffen und unterhält eine eigene Konzertreihe in Zürich.
Zu den besonderen Anliegen des ensemble für neue musik zürich zählt die Förderung noch nicht etablierter, junger Komponisten aus dem In- und Ausland. Grösstenteils im Auftrag des Ensembles entstanden und diesem gewidmet sind bislang (2015) über 300 Uraufführungen.
In den Programmen finden sich Komponistenporträts u. a. von George Crumb, Liza Lim, Noriko Hisada, Hanspeter Kyburz, Franz Furrer-Münch, Dieter Ammann, Johannes Harneit, Jochen Neurath, Elliott Carter, Isang Yun, Hans-Joachim Hespos, Bruno Stöckli und Lukas Langlotz. Das Sextett wird jedoch nach Bedarf um weitere Instrumentalisten und Sänger erweitert und wurde auch für eine Crossover-Produktion von Lucas Niggli herangezogen.
Das Ensemble unterhält ausserdem eine Theaterabteilung mit dem Namen dieSZENEzürich für modernes und zeitgemässes Musiktheater.

## Musiker
- Flöte, Künstlerischer Leiter: Hans-Peter Frehner
- Klarinette: Manfred Spitaler
- Violine: Daniela Müller
- Violoncello: Nicola Romanò
- Klavier: Viktor Müller
- Schlagzeug: Lorenz Haas